# Ямашево (Мамадышский район)
Ямашево (тат. Ямаш) — деревня в Мамадышском районе Республики Татарстан России. Входит в состав Шадчинского сельского поселения.

## География
Деревня находится в северной части Татарстана, в зоне хвойно-широколиственных лесов, в пределах юго-западной окраины Верхнекамской возвышенности, к югу от реки Шии, на расстоянии примерно 19 километров (по прямой) к северо-западу от города Мамадыша, административного центра района. Абсолютная высота — 76 метров над уровнем моря.

### Климат
Климат характеризуются как умеренно континентальный, с относительно влажным и прохладным летом и умеренно холодной и снежной зимой. Среднегодовая температура воздуха составляет 4,3 °С. Средняя температура воздуха самого холодного месяца (января) — −11,4 °C; самого тёплого месяца (июля) — 20,3 °C. Среднегодовое количество атмосферных осадков составляет 552 мм, из которых более 368 мм выпадает в период с апреля по октябрь.

### Часовой пояс
Деревня Ямашево, как и весь Татарстан, находится в часовой зоне МСК (московское время). Смещение применяемого времени относительно UTC составляет +3:00.

## История
В «Списке населенных мест по сведениям 1859 года», изданном в 1866 году, населённый пункт упомянут как казённая деревня Новый Горелый Ельник (Новая Максимова) 2-го стана Мамадышского уезда Казанской губернии. Располагалась при реке Шие, по правую сторону Кукморского торгового тракта, в 20 верстах от уездного города Мамадыша и в 20 верстах от становой квартиры в казённой деревне Ахманова (Ишкеево). В деревне, в 37 дворах жили 220 человек (104 мужчины и 116 женщин), была мечеть.

## Население
Население деревни Ямашево в 2017 году составляло 211 человек.

### Национальный состав
Согласно результатам переписи 2002 года, в национальной структуре населения татары составляли 100 % из 271 чел.